# ネルソン・エボラ
ネルソン・エボラ（Nelson Évora, GCIH、1984年4月20日 - ）は、ポルトガルの男子陸上競技選手。2008年北京オリンピックの金メダリストである。

## 経歴
エボラの家族がリスボン近郊のオジベラスに住んでいたとき、階下に元走高跳のポルトガル記録保持者のジョアン・ガンソが住んでいた。エボラはガンソの息子と友たちであった。ある日、ガンソは息子たちが通りで遊んでいるのを見て、エボラに陸上を始めないかと誘った。エボラは陸上選手となった。
エボラは2004年アテネオリンピックの三段跳に出場したが、15m72で競技を行った47人中40位に終わっている。しかし、2年後のヨーロッパ選手権では三段跳で4位、走幅跳で6位と入賞を果たした。この大会、三段跳の予選では17m23のポルトガル新記録もマークした。翌2007年にはさらに力をつけ、大阪で行われた世界選手権では自己ベスト、ポルトガル新記録、シーズン世界2位の17m74をマークし、ついに世界チャンピオンに輝いた。
さらに2008年には北京オリンピックに出場、3回目の跳躍を終わった段階でイギリスのフィリップス・イドウ、バハマのリーバン・サンズにリードされていたが、4回目に17m67を跳び逆転。最後はイドウを5cmおさえ金メダルを獲得し、ポルトガルに陸上競技のフィールド種目では初めての金メダルをもたらした。
エボラは、コートジボワール出身で両親がカーボベルデ人である。エボラが5歳のときポルトガルに移住したが、2002年にポルトガルの国籍を取得するまではカーボベルデ代表として国際大会に出場していた。エボラは現在でも走幅跳（7m57）と三段跳（16m15）のカーボベルデ記録を持っている。

## 自己ベスト
- 走高跳 - 2m07 (2005年)
- 走幅跳 - 8m10 (2007年6月23日)
- 三段跳 - 17m74 (2007年8月27日)

## 主な実績
| 年   | 大会                               | 場所                       | 種目   | 結果      | 記録  |
| ---- | ---------------------------------- | -------------------------- | ------ | --------- | ----- |
| 2002 | 世界ジュニア選手権                 | キングストン(ジャマイカ)   | 三段跳 | 6位       | 15m87 |
| 2004 | オリンピック                       | アテネ(ギリシャ)           | 三段跳 | 40位（q） | 15m72 |
| 2005 | 世界選手権                         | ヘルシンキ(フィンランド)   | 三段跳 | 14位（q） | 16m60 |
| 2006 | 世界室内選手権                     | モスクワ(ロシア)           | 三段跳 | 6位       | 17m14 |
| 2006 | ヨーロッパ選手権                   | イェーテボリ(スウェーデン) | 三段跳 | 4位       | 17m07 |
| 2006 | ヨーロッパ選手権                   | イェーテボリ(スウェーデン) | 走幅跳 | 6位       | 7m91  |
| 2007 | 世界選手権                         | 大阪(日本)                 | 三段跳 | 1位       | 17m74 |
| 2007 | IAAFワールドアスレチックファイナル | シュトゥットガルト(ドイツ) | 三段跳 | 3位       | 17m30 |
| 2008 | 世界室内選手権                     | バレンシア(スペイン)       | 三段跳 | 3位       | 17m27 |
| 2008 | オリンピック                       | 北京(中国)                 | 三段跳 | 1位       | 17m67 |
| 2008 | IAAFワールドアスレチックファイナル | シュトゥットガルト(ドイツ) | 三段跳 | 1位       | 17m24 |
| 2009 | 世界選手権                         | ベルリン(ドイツ)           | 三段跳 | 2位       | 17m55 |

- qは予選